# Crickets Sing for Anamaria
Crickets Sing for Anamaria è il quarto e ultimo singolo estratto dal secondo album della cantautrice inglese Emma Bunton, Free Me, pubblicato dall'etichetta Polydor. Si tratta di una cover di una canzone di Astrud Gilberto pubblicata nel 1965.
Il singolo è stato pubblicato il 31 maggio 2004 in Regno Unito ma non ha avuto un notevole successo, raggiungendo appena la posizione numero quindici nella classifica dei singoli britannica nella sua prima settimana di vendita.
Il video della canzone è stato diretto da Harvey & Carolyn, che avevano già collaborato con la Bunton per il video del precedente singolo Maybe.

## Tracce e formati
- UK CD 1

1. "Crickets Sing for Anamaria" (original radio edit) – 2:46
2. "Eso Beso" – 3:14
3. "So Nice (Summer Samba)" – 3:11
4. "Crickets Sing for Anamaria" (Element's Crickets Dance On Tequila Booty Mix) – 4:13

- UK CD 2

1. "Crickets Sing for Anamaria" (original radio edit) – 2:46
2. "Maybe" (Latino Version) – 3:54

## Classifiche
| Classifica          | Posizione |
| ------------------- | --------- |
| UK Singles Chart    | 15        |
| Irish Singles Chart | 40        |